# Kenny Rogers
Kenneth Donald "Kenny" Rogers (Houston, Texas, 21. kolovoza 1938. — Colbert, Georgia, 20. ožujka 2020.) bio je američki country umjetnik, fotograf, glazbeni producent, pisac pjesama, glumac i privrednik. Započinje glazbenu karijeru u sastavu The First Edition a kada se sastav razilazi 1976., započinje uspješnu solo karijeru. Poznat je između ostalog i po pjesmi "Islands in the Stream" s Dolly Parton 1983., a solo pjesma "Coward of the County" bila je uspješnica 1979. Rogers je također sudjelovao u glazbenom projektu USA for Africa prigodom kojeg je snimljena pjesma "We Are The World".

## Diskografija (albumi)
- 1976. - Love Lifted Me
- 1977. - Kenny Rogers
- 1977. - Daytime Friends
- 1978. - Ten Years of Gold
- 1978. - Love or Something Like It
- 1978. - The Gambler
- 1978. - Every Time Two Fools Collide(s Dottie West)
- 1979. - Kenny
- 1979. - The Kenny Rogers Singles Album
- 1979. - Classics (s Dottie West)
- 1980. - Greatest Hits
- 1980. - Gideon
- 1981. - Share Your Love
- 1981. - Christmas
- 1982. - Love Will Turn You Around
- 1983. - We've Got Tonight
- 1983. - 20 Greatest Hits
- 1983. - Eyes That See in the Dark
- 1984. - What About Me?
- 1984. - Duets
- 1984. - Once Upon a Christmas (s Dolly Parton)
- 1985. - [The Heart of the Matter
- 1986. - They Don't Make Them Like They Used To
- 1987. - I Prefer the Moonlight
- 1989. - Something Inside So Strong
- 1989. - Christmas in America
- 1990. - Love Is Strange
- 1991. - Back Home Again
- 1993. - If Only My Heart Had a Voice
- 1994. - Timepiece (s Davidom Fosterom)
- 1996. - Vote for Love
- 1996. - The Gift
- 1997. - Across My Heart
- 1998. - Christmas from the Heart
- 1999. - She Rides Wild Horses
- 2000. - There You Go Again
- 2003. - Back to the Well
- 2004. - Christmas with Kenny
- 2004. - 42 Ultimate Hits
- 2006. - 21 Number Ones
- 2006. - Water & Bridges
- 2006. - Christmas Collection
- 2011. - The Love of God
- 2012. - Amazing Grace
- 2012. - Christmas Live!
- 2013. - You Can't Make Old Friends
- 2015. - Once Again It's Christmas

## Vanjske poveznice
- Službene stranice
- Kenny Rogers na allmusic.com